# Ponts romains en Drôme-Ardèche
Les départements de la Drôme et de l'Ardèche forment une portion de la vallée du Rhône. Cet espace a été très tôt intégré au monde romain et à son dense réseau de voies de communication. Du côté ardéchois, on peut citer l'importante Voie d'Antonin qui reste méconnue.

## Inventaire

### Ardèche
Ouvrages antiques avérés :
- Le pont situé au Pouzin, sur l'Ouvèze : Il pourrait être daté du IIe siècle et permettait à la Voie d'Antonin de franchir l'Ouvèze, au point de départ probable d'une voie secondaire qui reliait la vallée du Rhône au Massif central par le col de l'Escrinet[1].
- Le pont de Viviers, sur l'Escoutay
- Le vieux pont du Doux (Tournon, intégré à un barrage).

Ouvrages antiques supposés :
- Pontpierre, sur l'Eyrieux, aux confins des communes de St-Fortunat et de Dunières.
- Plusieurs vestiges de ponts situés sur la rivière Auzon, sur le tracé de la Voie d'Antonin (dite aussi "des Helviens"), posent des problèmes d'identification à St. Germain(une arche) et à Lussas (partie intermédiaire entre deux arches).

### Drôme
- Le pont ruiné de Villeperdrix.